# انواع مهربانی
انواع مهربانی (به انگلیسی: Kinds of Kindness) یک فیلم آنتولوژی پوچ‌گرا محصول ۲۰۲۴ به کارگردانی یورگوس لانتیموس است که فیلم‌نامهٔ آن را با همکاری افتیمیس فیلیپو نوشته است. در این فیلم اما استون، جسی پلمونس، ویلم دفو، هانگ چائو و مارگارت کوالی ایفای نقش می‌کنند.
انواع مهربانی نخستین نمایش جهانی خود را در هفتاد و هفتمین جشنواره فیلم کن در تاریخ ۱۷ می ۲۰۲۴ داشت و در ایالات متحده به‌وسیلهٔ سرچلایت پیکچرز در ۲۱ ژوئن ۲۰۲۴ و در ایرلند و بریتانیا در ۲۸ ژوئن ۲۰۲۴ اکران شد. این فیلم نقدهای عموماً مثبتی از منتقدان دریافت کرد و بیش از ۱۴ میلیون دلار در جهان فروش داشت.

## داستان
این فیلم در روایتی اپیزودیک سه داستان مختلف را ارائه می‌دهد:
مرگ آر.ام. اف
رابرت فلچر (جسی پلمونس) شخصیتی است که زندگی‌اش تحت کنترل کامل رئیسش، ریموند (ویلم دفو)، قرار دارد. ریموند هر روز به رابرت دستورات دقیق و مشخصی می‌دهد که باید طبق آنها زندگی کند. این دستورات شامل تمام جنبه‌های زندگی رابرت، از جمله لباس پوشیدن، خوردن، و حتی زمان داشتن رابطه جنسی با همسرش، سارا (هونگ چاو) است. رابرت این دستورات را بدون چون و چرا دنبال می‌کند و در عوض، با هدایای خاصی مانند یادگاری‌های ورزشی کمیاب، پاداش می‌گیرد.
اما وقتی ریموند از رابرت می‌خواهد که به‌طور عمدی یک حادثه رانندگی مرگبار ایجاد کند، رابرت به این دستور شک می‌کند و برای اولین بار تصمیم می‌گیرد که از اطاعت سرپیچی کند. این تصمیم او را به مسیری از فروپاشی و نابودی هدایت می‌کند. زندگی رابرت پس از این تصمیم به سرعت از کنترل خارج می‌شود و او به تدریج می‌فهمد که جایگاهش در سیستم قدرتمند و کنترل‌گر ریموند به خطر افتاده است.
آر. ام. اف پرواز می‌کند
دنیل (جسی پلمونس)، یک افسر پلیس است که همسرش لیز (اما استون) پس از یک حادثه در دریا ناپدید شده است. او به شدت به دنبال یافتن همسرش است و این جستجو او را به آستانه فروپاشی روانی می‌کشاند. اما وقتی لیز به‌طور ناگهانی بازمی‌گردد، دنیل به شک می‌افتد که آیا این زن واقعاً همسرش است یا یک بدل ناشناخته.
دنیل به تدریج به این باور می‌رسد که این زن که ادعا می‌کند همسر اوست، در واقع فردی دیگر است. این شک و تردید او را به مسیری از خشونت و جنون می‌کشاند. او از لیز می‌خواهد که خودش را ثابت کند و این درخواست‌ها به تدریج به اعمالی خشونت‌آمیز و وحشتناک منجر می‌شود. این داستان به نوعی تصویری از فروپاشی روانی و از دست دادن هویت است که با المان‌های سوررئال و طنز سیاه لانتیموس ترکیب شده است
آر. ام. اف ساندویچ می‌خورد
امیلی (اما استون) و اندرو (جسی پلمونس) اعضای یک فرقه مرموز هستند که به دنبال زنی می‌گردند که طبق پیشگویی‌ها قادر به زنده کردن مردگان است. این دو نفر تحت رهبری اومی (ویلم دفو) و آکا (هونگ چاو) به این جستجو پرداخته و در این مسیر با چالش‌های بسیاری روبرو می‌شوند. آنها در این جستجو به زنی به نام ربکا (مارگارت کوالی) برمی‌خورند که امیلی معتقد است همان زنی است که به دنبالش بودند. اما امیلی به تدریج به این فکر می‌افتد که شاید زندگی گذشته‌اش را رها کند و به نزد دخترش و همسر سابقش، که فردی بسیار خشن و بدرفتار است (جو آلوین)، بازگردد.

## بازیگران
- اما استون در نقش ریتا، لیز و امیلی[۷]
- جسی پلمونس در نقش رابرت، دنیل و اندرو[۷]
- ویلم دفو در نقش ریموند، جرج و اومی[۷]
- مارگارت کوالی
- هانگ چائو
- جو آلوین
- مامودو آتی
- هانتر شیفر

## تولید
در سپتامبر ۲۰۲۲ ددلاین گزارش داد که یورگوس لانتیموس و افتیمیس فیلیپو فیلمنامه پروژهٔ در حال توسعهٔ «AND» (سبک‌دهی‌شده با حروف بزرگ) را با المنت پیکچرز و فیلم۴ نوشته‌اند و سرچلایت پیکچرز با توزیع فیلم موافقت کرده است، و لانتیموس همچنین کارگردانی آن را برعهده دارد. اما استون، جسی پلمونس، ویلم دفو و مارگارت کوالی قرار بود در این فیلم بازی کنند و برنامه‌هایی برای شروع فیلمبرداری در نیواورلئان در ماه اکتبر انجام شود. در اکتبر ۲۰۲۲، هانگ چائو، جو آلوین، و مامودو آتی به بازیگران پیوستند. هانتر شیفر در مصاحبه‌ای در فوریه ۲۰۲۳ اعلام کرد که در این فیلم «حضور کوتاهی» داشته است.
فیلمبرداری در اکتبر ۲۰۲۲ آغاز شد و تا دسامبر ۲۰۲۲ در نیواورلئان ادامه یافت. نام جدید فیلم با عنوان Kinds of Kindness در دسامبر ۲۰۲۳ اعلام شد.

## انتشار
انواع مهربانی نخستین نمایش جهانی خود را در بخش رقابتی هفتاد و هفتمین جشنواره فیلم کن در تاریخ ۱۷ مهٔ ۲۰۲۴ داشت. این فیلم به‌وسیلهٔ سرچلایت پیکچرز در ایالات متحده در ۲۱ ژوئن ۲۰۲۴ و در ایرلند و بریتانیا در ۲۸ ژوئن ۲۰۲۴ منتشر شد. این فیلم همچنین در ۳۰ مهٔ ۲۰۲۴ در یونان اکران شد.

## بازخورد
در وبگاه جمع‌آوری نقد راتن تومیتوز، ٪۷۲ از ۲۵۸ بررسی منتقدان مثبت است و میانگینِ امتیاز آن ۶٫۵/۱۰ است. این فیلم در متاکریتیک که از میانگین وزنی استفاده می‌کند، بر اساس نظر ۵۸ منتقدین امتیاز ۶۴ از ۱۰۰ را کسب کرده که نشان‌گر «نقدهای عموماً مطلوب» است.